# فضيلة بن موسى
فضيلة بن موسى (مواليد 16 مايو 1959) هي ممثلة مغربية. وتعد واحدة من أشهر الممثلات المغربيات وأكثرهم ظهورًا على الشاشة، حيث شاركت في عدد كبير من الأفلام والمسلسلات.

## حياتها والنشأة
من مواليد مدينة مراكش سنة 1959،
بدأت مع مسرح الهواة سنة 1977، وانتقلت إلى الاحتراف سنة 1981،
ومنذ ذلك الوقت أصبحت وجها مألوفا لدى المشاهد المغربي
خاصة مع "لكنتها المراكشية" التي تميزها.
قضت فضيلة بنموسى أزيد من سبع سنوات رفقة فرقة الوفاء المراكشية،
حيث شاركت معها في عدة مسرحيات أغلبها كان من تأليف عبد السلام الشرايبي،
ونذكر منها: الحراز، طمو والذهب، مكسور الجناح، الزواج بالحيلة. وكانت لها أدوار البطولة فيها.

## أعمالها

### مسلسلاتها
- 1999: أولاد الناس
- 2000: دواير الزمان
- 2004: موعد مع المجهول
- 2005: العوني
- 2009: دار الورثة
- 2013: هنية مبارك ومسعود
- 2013: حاولو على مستور
- 2016: أنا ومنى ومنير
- 2016: نعام ألالة (ضيفة شرف)
- 2017: مومو عينيا
- 2017: حديدان في غيليز
- 2018: أولاد علي
- 2018: مرضي ميمتو
- 2018: حي البهجة
- 2019: همي ولاد عمي
- 2019: البهجة ثاني
- 2021: حديدان وبنت الحراز
- 2022: مول لمليح
- 2022: فلوكة
- 2022: أنا وكانتي
- 2023: خو خواتاتو

- الطاكسي
- جنان الكرمة
- عش البنات
- دواير زمان

### افلامها
- البرتقالة المرة
- زمان كنزة
- ولد مو
- المكروم
- الراحة والسياحة
- عبدو في عهد الموحدين
- الخطاف
- الفروج
- مسك الليل
- كورصة
- عائشة
- عرس الذيب
- R +4
- كبرو ومابغاوش يخويو الدار

## وصلات خارجية
- فضيلة بن موسى على موقع IMDb (الإنجليزية)
- فضيلة بن موسى على موقع ألو سيني (الفرنسية)